# Quentin Lafargue

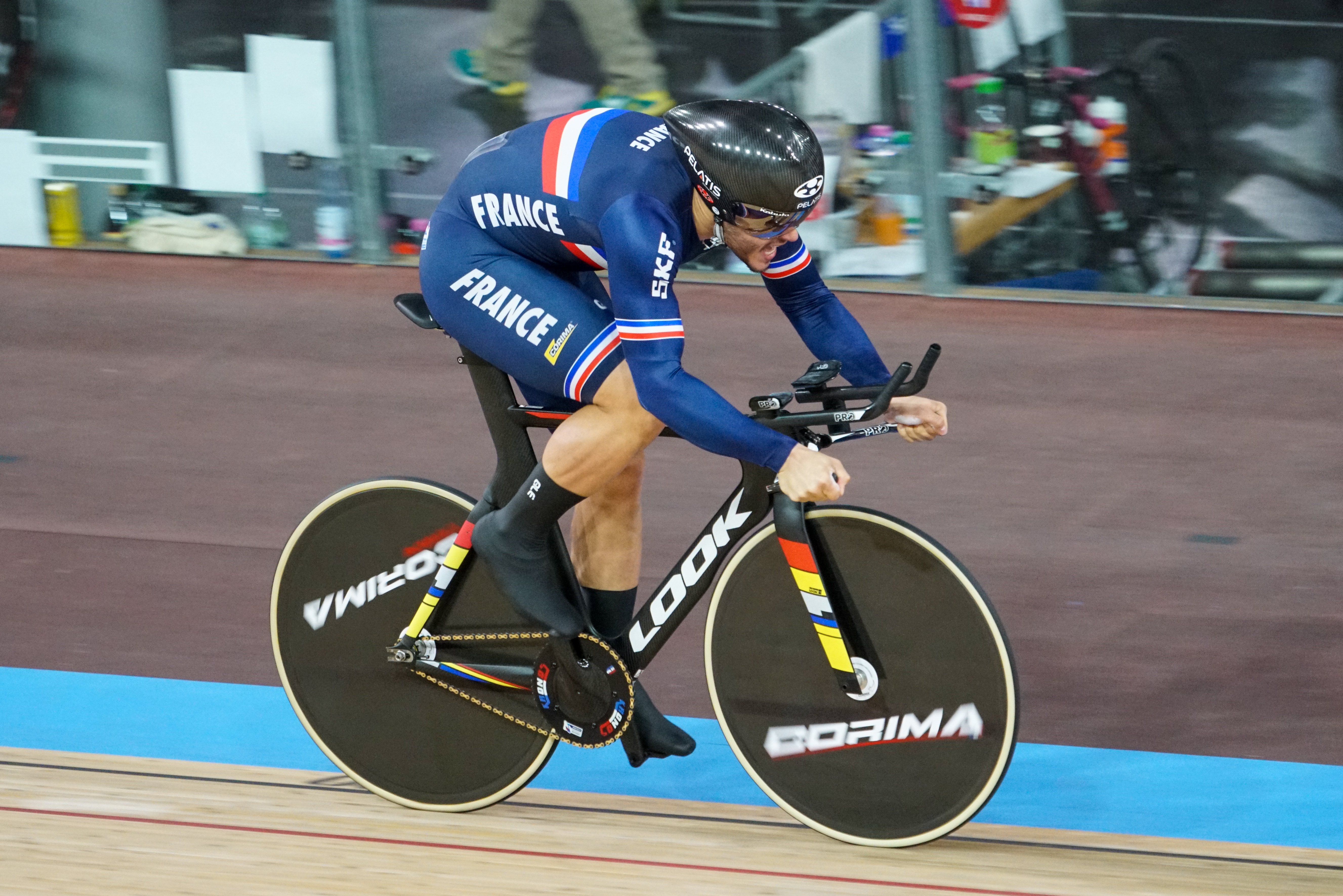
Lafargue im Zeitfahren bei der Bahn-WM 2020

Quentin Lafargue (* 17. November 1990 in Mazères) ist ein französischer Bahnradsportler.

## Sportliche Laufbahn
Quentin Lafargue ist ein Spezialist für die Kurzzeitdisziplinen auf der Bahn. 2006 errang er seinen ersten nationalen Titel im Sprint in der Jugendklasse.  2007 wurde er Nachwuchs-Europameister im Teamsprint, 2008 in Kapstadt dreifacher Junioren-Weltmeister im Teamsprint, 1000-Meter-Zeitfahren und im Sprint sowie im selben Jahr dreifacher Nachwuchs-Europameister in denselben Disziplinen.
Bei den Bahnradsport-Weltmeisterschaften 2010 in Ballerup wurde Lafargue 13. im Sprint und im Jahr darauf bei der WM in Apeldoorn Sechster im Zeitfahren. 2011 errang er drei nationale Titel im Zeitfahren, Keirin und Sprint. 2012 wurde er bei den Bahn-Europameisterschaften in Anadia Europameister (U23) im Zeitfahren, Vize-Europameister im Teamsprint (mit Julien Palma und Charlie Conord) sowie auf nationaler Ebene Meister im Keirin und Dritter im Zeitfahren. 2014 errang er den nationalen Titel im Sprint.
Bei den Bahnradsport-Weltmeisterschaften 2017 in Hongkong errang Lafargue gemeinsam mit Tomáš Bábek die Silbermedaille im 1000-Meter-Zeitfahren, da beide Fahrer zeitgleich die Runden absolviert hatten. Im Teamsprint holte er mit Benjamin Édelin und Sébastien Vigier Silber.

## Erfolge
2006
- Französischer Meister (Jugend) – Sprint

2007
- Weltmeisterschaft (Junioren) – Teamsprint (mit Charlie Conord und Thierry Jollet)
- Europameisterschaft (Junioren) – Teamsprint (mit Charlie Conord und Thierry Jollet)

2008
- Weltmeisterschaft (Junioren) – Sprint, 1000-Meter-Zeitfahren, Teamsprint (mit Charlie Conord und Thierry Jollet)
- Europameisterschaft (Junioren) – Sprint, 1000-Meter-Zeitfahren, Teamsprint (mit Charlie Conord und Thierry Jollet)

2010
- U23-Europameister – 1000-Meter-Zeitfahren
- U23-Europameisterschaft – Keirin
- Französischer Meister – 1000-Meter-Zeitfahren

2011
- U23-Europameister – 1000-Meter-Zeitfahren, Keirin
- Französischer Meister – 1000-Meter-Zeitfahren

2012
- U23-Europameisterschaft – 1000-Meter-Zeitfahren
- U23-Europameisterschaft – Teamsprint (mit Charlie Conord und Julien Palma)
- Französischer Meister – Keirin

2013
- Französischer Meister – Keirin

2014
- Europameisterschaft – 1000-Meter-Zeitfahren
- Französischer Meister – Sprint

2015
- Weltmeisterschaft – Sprint
- Bahnrad-Weltcup in Cali – Teamsprint (mit Grégory Baugé und François Pervis)

2016
- Europameister – 1000-Meter-Zeitfahren
- Weltmeisterschaft – 1000-Meter-Zeitfahren
- Französischer Meister – Sprint

2017
- Weltmeisterschaft – 1000-Meter-Zeitfahren
- Weltmeisterschaft – Teamsprint (mit Benjamin Édelin und Sébastien Vigier)

2017
- Europameister – (mit Sébastien Vigier und Benjamin Édelin)
- Europameisterschaft – 1000-Meter-Zeitfahren

2018
- Weltmeisterschaft – Teamsprint (mit François Pervis und Sébastien Vigier)
- Europameisterschaft – Teamsprint (mit François Pervis, Sébastien Vigier und Michaël D’Almeida)

2019
- Weltmeister – 1000-Meter-Zeitfahren
- Weltmeisterschaft – Teamsprint (mit Grégory Baugé,  Sébastien Vigier und Michaël D’Almeida)
- Europaspiele – Teamsprint (mit Rayan Helal, Quentin Caleyron und Grégory Baugé)
- Französischer Meister – 1000-Meter-Zeitfahren
- Europameister – 1000-Meter-Zeitfahren
- Europameisterschaft – Teamsprint (mit Grégory Baugé, Sébastien Vigier und Melvin Landerneau)

2020
- Bahnrad-Weltcup in Milton – Teamsprint (mit Florian Grengbo und Quentin Caleyron)
- Weltmeisterschaft – 1000-Meter-Zeitfahren

2022
- Europameister – Mannschaftsverfolgung (mit Thomas Denis, Valentin Tabellion und Benjamin Thomas)

2023
- Europameisterschaft – Mannschaftsverfolgung (mit Corentin Ermenault, Thomas Denis, Benjamin Thomas und Adrien Garel)